# Kret apeniński
Kret apeniński (Talpa romana) – gatunek ssaka z rodziny kretowatych (Talpidae). Endemit zamieszkujący tereny południowych i środkowych Włoch. Ostatnie dane wskazują, że występuje wyłącznie w kontynentalnej części kraju (informacje o występowaniu na Sycylii pochodzą z 1885 roku). Brak potwierdzenia dla występowania izolowanej populacji tego ssaka na terenie Francji. Brak danych na temat liczebności gatunku. Ocenia się, że pomimo zagrożeń ze strony rolnictwa, występowanie tego gatunku jest stabilne. Zamieszkuje pola uprawne, łąki, pastwiska i lasy do wysokości 2000 m n.p.m. Dorosłe osobniki osiągają długość około 180 mm i masę około 150 g.

## Podgatunki
Wyróżniono kilka podgatunków T. romana:
- T. romana romana
- T. romana adamoi
- T. romana aenigmatica
- T. romana brachycrania
- T. romana montana
- T. romana wittei